# 三好市立河内小学校
三好市立河内小学校（みよししりつ かわちしょうがっこう）は、徳島県三好市山城町光兼にあった公立小学校。
2004年（平成16年）まで粟山分校も存在した。
2010年（平成22年）3月31日に休校となる。

## 沿革
- 1878年 - 白川小学校・仏子小学校・粟山小学校が創立。
- 1892年 - 白川小学校・仏子小学校を統合し河内尋常小学校を創立。
- 1893年 - 河内尋常小学校、栗山小学校を合併して粟山分校とする（粟山分校の始まり）。
- 1941年 - 河内国民学校および同粟山分校と改称。
- 1947年 - 河内小学校および同粟山分校と改称。
- 1956年 - 町村合併のため徳島県三好郡山城町立河内小学校と改称。
- 1988年 - 粟山分校、在籍者がいなくなり休校となる。
- 2004年6月10日 - 粟山分校、正式に廃校となる。
- 2006年 - 町村合併のため三好市立河内小学校となる。
- 2010年3月31日 - 休校となる。

## 栗山分校
所在地
- 〒779-5328 徳島県三好市山城町粟山333番地